# Iscra e Voes
Iscra e Voes è una frazione del comune di Siniscola (NU).
Spesso viene usato il nome di questa località per indicare anche la frazione sottostante de "Sa Preta Ruja" da dove si ha sbocco per il litorale che congiunge La Caletta e Santa Lucia. 
Le frazioni de "Sa Preta Ruja" e "Iscra e Voes" sono divise dalla Strada Statale 125 Orientale Sarda.